# Purranque
Purranque és una ciutat de Xile, es troba a la província d'Osorno, regió de Los Lagos, a 940 km al sud de Santiago de Xile. La vila limita al nord amb Río Negro, a l'oest amb el mar, a l'est amb Puerto Octay i al sud amb Fresia i Frutillar.

## Toponímia
El nom de Purranque s'origina en la paraula Purranquil, que en huilliche significa "terra de canyissars".

## Història
El 1813 Camilo Santibáñez compra a Raylef, el cap tribal del poble huilliche d'aquell territori, les terres que després van ser el Fundo Dollinco. Després va passar a propietat de Félix Rosas Manrique, i el 18 d'abril de 1911 es funda la Villa Lo BUrgos, fundació de Tomás Burgos Sotomayor, qui havia adquirit els terrenys en el seu matrimoni amb Sofía Rosas Durán, filla de Félix Rosas. La vila va créixer amb l'estació de ferrocarril, que coincideix amb el traçat paral·lel de la línia ferroviària i el camí antic que uneix Osorno i Puerto Octay a través de Río Negro.
El decret que va reconèixer la formació de Villa Lo Burgos fou dictat sota el govern del president Juan Luis Sanfuentes el 16 de maig de 1915. Al principi, es va dividir la ciutat en 32 llocs, prèvia determinació de les àrees que servirien per establir-hi la plaça, l'església i alguns edificis públics.
Una figura important per a la formació de la vila fou Emilio Held Winkler, que fou escollit regidor de Río Negro i des d'aquí, el 1938, va aconseguir la creació de la vila de Purranque que el va escollir diverses vegades com alcalde i regidor.
El congrés nacional, considerant el fort increment del trànsit de passatgers i de mercaderies a través de l'estació de Purranque, la va declarar comuna, amb els seus límits territorials a través de la llei N. 6402 el 24 de novembre de 1941.